# Georges Pichat
Pour les articles homonymes, voir Pichat.
Georges Pichat, né à Lyon le 27 octobre 1867 et mort le 18 novembre 1950 à Paris, est un haut fonctionnaire français. Membre de l’Académie des sciences morales et politiques, il présida la Section du contentieux du Conseil d'État entre 1933 et 1937, avant de devenir vice-président du Conseil d'État de 1937 à 1938.

## Biographie
Né dans le 2e arrondissement de Lyon le 27 octobre 1867, Georges Pichat, fils d’Antoine Pichat et d'Alice Gonnet, était l'ainé de deux enfants. Élève à Lyon de l’externat Saint-Joseph, rue Saint Hélène, fondé par les Jésuites, dans la tradition de l’humanisme classique «mettant en valeur le prix des choses bien dites et des développements bien construits», il eut comme condisciple Émile Baumann, écrivain profondément attaché à la cité.
Georges Pichat se prépara à la Faculté de droit de l'Institut catholique de Lyon, où il se distingua (premier prix en droit criminel, et deuxième prix en droit civil en 1885). Il s'inscrivit en 1891 à l'École libre des Sciences Politiques, rue Saint-Guillaume, à Paris pour aborder le concours du Conseil d'État.
René Puaux, membre de l’Institut, dans une notice qu’il rédigea à son sujet, et qu’il lut en sa mémoire à l’Académie des Sciences morales et politiques le 19 juin 1953, le décrit « réservé, sérieux, appliqué à la tâche, d’une piété sans ostentations, d’une conscience exigeante mais paisible, acquérant grâce à une intelligence exceptionnelle la maîtrise dans le travail qu’il s’est choisi ».

### Débuts
Entré à 26 ans au Conseil d’État en 1893, il fut affecté à la section du contentieux comme jeune auditeur. Il est nommé auditeur de 2e classe le 17 décembre 1892, auditeur de 1re classe le 10 novembre 1898, avant d'être nommé maître des requêtes le 19 mai 1905 et appelé le 15 novembre 1909 aux fonctions de commissaire du Gouvernement. Il siégea au Tribunal des conflits de 1910 à 1913, en qualité de commissaire du Gouvernement, puis de membre. Il fut secrétaire de la Commission chargée de l'étude des documents parlementaires à fournir aux Chambres et de la Commission chargée d'étudier les modifications à apporter au Code Civil.
Alors qu’il était encore jeune auditeur au Conseil d’État, Georges Pichat rédigea avec le conseiller d'État Chante-Grellet, vice–président du Tribunal des conflits, un ouvrage didactique qui parut en 1900 : Les fonctionnaires publics. En 1908, il publia un ouvrage de référence sur un sujet d’actualité, étant donné l'adoption récente alors de la loi de 1901 : Le contrat d’association.

### Le militaire
Officier de réserve du service d'État-major, le capitaine Pichat fut mobilisé et affecté en août 1914 au grade de chef de bataillon à l'État-major général. Il y fut chargé de l'organisation de la justice militaire, en tant que chef de la section du contentieux du 1er bureau, sous les ordres du Général Joffre, commandant en chef. Joffre l’envoya à Bordeaux pour demander au Gouvernement les pouvoirs qui lui paraissaient nécessaires.
Une de ses tâches consista à donner à la justice militaire aux armées une organisation moins sommaire, moins arbitraire : des titres, prouvant une compétence juridique furent alors exigés des commissaires du gouvernement ; dans chaque division, on opéra le recensement des avocats, afin d'assurer la défense des inculpés ; une procédure de suspension fut prévue pour les peines d'emprisonnement, permettant ainsi à ceux ayant fait la preuve de leur courage d’obtenir légalement leur réhabilitation.
Dans l'enquête qu'il mena alors, le capitaine Pichat découvrit notamment que les unités les plus gravement atteintes étaient celles qui avaient été le plus longtemps maintenues dans un même secteur, avec des périodes de repos sur les arrières, durant lesquelles se créaient avec la population civile des liens variés. Une circulaire du commandement tenta de corriger cette situation.
En 1915, Georges Pichat fut membre de la Conférence d'Alsace et de Lorraine.
Pour Gabriel Puaux, « pour discret et presque obscur qu’il ait été, le rôle joué dans cette crise par  Georges Pichat, n'en fut pas moins de premier plan ». Ce qui lui valut une citation à l'ordre de la nation : « A rendu, en certains moments difficiles, notamment au cours des évènements de juin 1917, les services les plus remarquables ». Peu de trace en est resté, les archives de la justice militaire ayant été presque entièrement détruites en 1940.

### Le conseiller d’État
Nommé conseiller d'État le 15 avril 1919, Georges Pichat revint à la Section du contentieux. Le 26 juin 1922, il prit la présidence d'une des sous-sections et il en assuma la présidence à compter du 16 février 1933.
Le 18 octobre 1937, Georges Pichat succéda à Théodore Tissier, à la vice-présidence du Conseil d’État, responsabilité qu'il assuma jusqu'au 12 octobre 1938. Assistaient à son installation ses camarades Léon Blum, Georges Bonnet et Chapsal, tous trois membres du Conseil d’État. Vincent Auriol, prononça un discours, résuma avec éloquence la mission du Conseil d’État telle que la concevait Georges Pichat : « De vos arbitrages sortira l’édifice doctrinal destiné à faire prévaloir un régime du travail respectueux des droits de chacun. Vous cessez d’être uniquement des juges, pour devenir en quelque sorte des législateurs, intimement mêlés à la vie de la nation, et chargés de la mission la plus noble, celle d’assurer au prix d’un effort continu et pacifique le progrès social vers l’idéal humain».
Georges Pichat fut appelé le 3 avril 1938 par Léon Blum à la présidence de la Cour supérieure d'arbitrage, créée pour le règlement des conflits collectifs du travail. Comme s'en souviendra plus tard, non sans doute sans quelque amertume, le président du Conseil : « Je constituai en même temps cette cour d’arbitrage dont un autre de mes amis d’autrefois, mon camarade Georges Pichat, avait bien voulu accepter la présidence. Aussitôt cette Cour fonctionnait et une jurisprudence de l’arbitrage s’introduisait petit à petit dans les mœurs ». L'arbitrage (par opposition à la neutralisation, sorte de mise sous séquestre ou de mise sous scellés, durant laquelle les droits de part et d’autre étaient réservés), faisait partie intégrante de la stratégie du Front populaire, et permit de résoudre nombre de conflits sociaux. La Cour supérieure d'arbitrage était chargée de créer une jurisprudence de ce droit social nouveau pour l'opposer au droit individuel.

### Le professeur
Georges Pichat allia la théorie à la pratique, poursuivant une carrière d’enseignement pendant plus de quarante années. L'École libre des sciences politiques recrute son ancien élève comme maître de conférences en 1902. En 1908, Georges Pichat est titularisé comme professeur. Son cours portait sur les pouvoirs législatif et exécutif, les libertés publiques, l'égalité devant la loi, les juridictions administratives, la responsabilité de la puissance publique et la défense nationale.
À partir de 1921, il est titulaire de la chaire de droit administratif de l'école. De 1940 à 1945, il siège au conseil d'administration de l'école.
De 1922 à 1924, il est professeur de droit administratif à l'École nationale des Ponts et Chaussées.

### L'académicien
Le 12 février 1938, Georges Pichat fut élu à l’Académie des Sciences morales et politiques, dans la section de législation, droit public et jurisprudence, en remplacement du civiliste Henri Capitant. Il en devint président en 1947.

### Le président du Secours national
La Deuxième Guerre mondiale, et l’occupation allemande, avec leur cortège d’horreurs, de tourments et de vicissitudes, devaient se révéler pour le "Président Pichat", ainsi que pour nombre de ses contemporains, un défi éthique non moins grave que celui posé par les mutineries des soldats dans les tranchées de 1914-18.
À l’instar d’autres anciens élèves de la rue Saint-Guillaume, instruits à l’école d’Hippolyte Taine, Georges Pichat avait montré peu de goût pour s'inscrire dans un parti politique, fut-il de droite ou de gauche, maintenant en cela une sorte d’agnosticisme politique. Cette disposition le tint à l’écart des divisions internes et des manœuvres politiciennes, lui évitant en particulier que son impartialité et son intégrité personnelle et professionnelle ne soient jamais mises en question. Elle ne lui épargna toutefois pas, à la fin de la guerre, les critiques, et rétrospectivement, la responsabilité de choix implicites le conduisant à continuer de diriger une institution faisant ouvertement du culte de la personnalité et de la propagande pétainiste un argument de mobilisation humanitaire, et vice-versa, dans le contexte collaborationniste de la France de Vichy.
Le Secours national avait été créé en 1914, quand, après les premiers froids, on s’aperçut que les soldats manquaient de vêtements chauds et d’objets de première nécessité pour assurer leur vie quotidienne dans les tranchées. Le premier président de l'œuvre en 1914 avait été Paul Appell. Elle fut reconnue d'utilité publique le 29 septembre 1915. Quand l’institution, qui avait été réactivée par décret du 19 octobre 1919, fut reconstituée au début de la Seconde Guerre mondiale, par un décret du 19 octobre 1939, paru au Journal Officiel le Vice-président du Conseil d’État, Georges Pichat, fut nommé à sa présidence par le Chef du gouvernement Édouard Daladier. «Il faut lutter contre la misère pendant qu'on lutte contre l'ennemi», déclarait Georges Pichat en janvier 1940.
Le 15 juillet 1940, Georges Pichat, ayant été reconduit dans ses fonctions de président du Secours national par le nouveau gouvernement, fut suggéré à Pierre Laval (alors Vice-président du Conseil) par Lambert-Ribot, qui avait été le principal négociateur des Accords de Matignon, pour le poste de Ministre de l'Industrie de la Production Industrielle. Laval refusa, évoquant les sympathies passées de Lambert-Ribot et de ses amis pour le Front populaire.
Par un décret du 20 mai 1940, une ouverture de crédit de 50 millions de francs fut allouée au Secours national. Un autre décret en date du 23 juillet 1940 lui attribuait le produit de la liquidation des biens des Français déchus de leur nationalité. Le Secours national avait le monopole des appels publics à la générosité et des subventions de l'État ou des collectivités publiques, et recevait le produit de la Loterie nationale. En 1942, un film intitulé 'Où va l'argent?' synthétisait pour le public l'emploi des fonds remis, soit en secours, soit en achat de bons de solidarité du Secours National.
Le fonctionnement de l'organisme était assuré par son secrétaire général, Gustave Pilon, ferme soutien de la Révolution nationale. L’organisation, au départ à vocation strictement apolitique, caritative, et humanitaire, et destinée à épargner les souffrances au plus grand nombre, fut par un glissement progressif vouée à être un puissant instrument au service de la propagande de l’État de Vichy. Pour Céline Marrot-Fellague Ariouet, cet instrument de propagande s’avéra d’autant plus efficace que le Secours national, dans son œuvre d’assistance aux populations civiles sinistrées, s’adressait directement aux masses populaires.
Le Secours national, organisme de droit privé, était conçu également comme une instance de contrôle des diverses œuvres caritatives. Un an après la nomination de Georges Pichat, le décret du 4 octobre 1940 plaçait le Secours national sous la haute autorité du Maréchal Pétain, centralisant et imposant une coordination obligatoire de toutes les œuvres de charité et d'aide mutuelle en relation avec la guerre et la période d'après-guerre. Cette importance croissante du Secours national n'était pas sans provoquer d'inquiétude, du Moulin de Labarthète mettant, par exemple, en garde contre l'extension de l'influence de cet organisme qui se substituait, selon lui, tant à l'initiative privée qu'à l'action des pouvoirs publics, et risquait de voir sa nature altérée, en se rapprochant du fonctionnement d'une administration. La direction du Secours National fit preuve d'un activisme d'autant plus mal supporté par le régime qu'il s'accompagnait de velléités d'indépendance idéologique. L'ancrage à la fois confessionnel et bourgeois de son personnel n'était pas sans susciter la critique. Georges Pichat, par exemple, dans une lettre à Pierre Laval en date du 6 août 1942 argumenta que la nature juridique du Secours national le dispensait de l’application des lois anti-juives.
En 1944, le Secours National devint l'Entr'Aide française.

### Mariage et postérité
En 1897, Georges Pichat épousa Suzanne Godot, fille d’un ingénieur en chef des Ponts-et-Chaussées et directeur de la Compagnie du Gaz de Paris, et nièce de Léon Aucoc, membre de l'Institut.
Georges Pichat et Suzanne Godot eurent trois enfants, Jacques, (1898-1992), qui fut Ingénieur diplômé de l’École Nationale d’Électricité, puis ordonné prêtre après le décès de son épouse; Antoinette (1900-1978), docteur en droit et auteur d’une thèse sur les Décrets en matière législative; et Louis (1902-1991), lequel suivit les traces de son père et entra au Conseil d’État en 1929.
Georges Pichat meurt le 18 novembre 1950 à son domicile du 8e arrondissement de Paris après une courte maladie. Il est inhumé au cimetière du Bois d’Oingt (Rhône).
II existe encore aujourd'hui au village du Bois-d'Oingt la maison familiale où depuis son enfance jusqu'à son dernier été Georges Pichat passa ses vacances. Cette propriété fut léguée par testament par son fils, Louis Pichat, à la commune du Bois-d’Oingt à condition qu’elle soit maintenue dans sa conception, sans qu’y soit édifié aucune construction et que l’architecture des bâtiments ne soit pas modifiée, et que la commune l’utilise, exclusivement, à des fins sociales et culturelles.
Une salle "Georges Pichat" rappelle sa mémoire au Palais-Royal.

## Distinctions
- Grand officier de la Légion d'honneur par décret du 13 juillet 1938[26]
  -  Commandeur de la Légion d'honneur par décret du 19 aout 1927
  -  Officier de la Légion d'honneur par décret du 12 juillet 1917
  -  Chevalier de la Légion d'honneur par décret du 8 aout 1907